# Amfitheater van Besançon
Het Amfitheater van Besançon, lokaal bekend als de Arènes de Besançon, is een antiek amfitheater in de Franse stad Besançon. 
Op de plaats van het huidige Besançon lag in de oudheid Vesontio.Het amfitheater werd in de 1e eeuw gebouwd. Het amfitheater was 130 meter lang en 106 meter breed. De buitenmuur was 21 meter hoog. Het amfitheater bood plaats aan ongeveer 20.000 toeschouwers. Het ruime bouwwerk lag buiten de stadsmuren van Vesontio.
Nadat het amfitheater in de middeleeuwen buiten gebruik raakte, verviel het tot een ruïne. Het amfitheater diende daarbij als steengroeve, waar men eenvoudig bouwmaterialen kon vinden. De stenen werden onder andere gebruikt bij de bouw van de kerk Sainte-Madeleine (12e eeuw), het hospitaal Saint-Jacques (12e eeuw) en voor de vestingwerken van de Citadel van Besançon.
Tegenwoordig is er weinig meer overgebleven van het amfitheater. Er zijn bij opgravingen enkele restanten van de tribunes en fundamenten teruggevonden. 
De restanten van het amfitheater werden in 1840 erkend als Monument historique.

## Bron
- Dit artikel of een eerdere versie ervan is een (gedeeltelijke) vertaling van het artikel Arènes de Besançon op de Franstalige Wikipedia, dat onder de licentie Creative Commons Naamsvermelding/Gelijk delen valt. Zie de bewerkingsgeschiedenis aldaar.